# USS Frank E. Evans (DD-754)
O USS Frank E. Evans (DD-754) foi um Destroyer norte-americano que serviu durante a Segunda Guerra Mundial. Afundou após colidir com o porta-aviões da Marinha Real Australiana HMAS Melbourne (R21) no dia 3 de Junho de 1969, causando a morte de 74 tripulantes.

## Comandantes
| Comandante       | Data                       |
| ---------------- | -------------------------- |
| Cdr. Harry Smith | 3 de Fevereiro de 1945 -?? |